# Май 2025 года

Список событий мая 2025 года.

## События
- 1 мая
  - Исполняющий обязанности президента Республики Корея и премьер-министр Республики Корея Хан Док Су ушёл в отставку для участия в президентских выборах[1][2].
  - Вслед за Хан Док Су в отставку подал министр финансов Чхве Сан Мок, который должен был временно возглавить Республику Корею[3]. Беспрецедентное применение цепочки преемственности привело к тому, что министр образования Ли Джу Хо был назначен исполняющим обязанности президента[4].
  - Майкл Уолтц покинул пост советника президента США по национальной безопасности и был выдвинут на пост постоянного представителя США в ООН[5][6].
  - Спорт:
    - На Сейшельских островах стартовал 13-й чемпионат мира по пляжному футболу[7].

- 2 мая
  - Федеральное ведомство по охране конституции Германии признало партию «Альтернатива для Германии» правоэкстремистской организацией на федеральном уровне[8].

- 3 мая
  - В Австралии прошли парламентские выборы[англ.], победили лейбористы[9].
  - В Сингапуре прошли парламентские выборы[англ.], победила партия «Народное действие», находящаяся у власти с обретения Сингапуром независимости в 1965 году[10].
  - Американо-сербские отношения: Президент Сербии Александр Вучич досрочно прервал визит в США из-за проблем со здоровьем, отказавшись от участия в встрече, ради которой он приезжал[11][12]; по возвращении в Белград Вучич был госпитализирован в Военно-медицинскую академию[13][14].
  - Спорт
    - Первая ракетка мира Арина Соболенко выиграла турнир серии WTA 1000 на грунте в Мадриде, победив в финале Коко Гауфф в двух сетах[15].
    - Трёхлетний Sovereignty под седлом венесуэльца Хуниора Альварадо стал победителем 151-го Дерби в Кентукки[16].

- 4 мая
  - Никарагуа объявила о выходе из ЮНЕСКО из-за присуждения ею премии оппозиционной газете La Prensa[17].
  - В Румынии прошёл первый тур повторных президентских выборов, ни один их кандидатов не набрал 50 % голосов, Джордже Симион и Крин Антонеску, занявшие первое и второе места, перешли во второй тур, который состоится 18 мая 2025 года[18].
  - Йеменские хуситы атаковали[англ.] баллистической ракетой аэропорт имени Бен-Гуриона в Тель-Авиве[19].
  - Президент США Дональд Трамп распорядился федеральному бюро тюрем совместно с министерством юстиции, ФБР и министерством внутренней безопасности восстановить и вновь открыть тюрьму Алькатрас[20], а также поручил министерству торговли и торговому представительству ввести 100 % пошлины на фильмы, произведённые за рубежом[21].
  - Спорт
    - Норвежец Каспер Рууд выиграл турнир серии ATP 1000 на грунте в Мадриде, победив в финале Джека Дрейпера в трёх сетах[22].
    - «Бавария Мюнхен» 34-й раз в истории стала чемпионом Германии по футболу[23][24].

- 5 мая
  - Мессенджер и сервис для видеоконференций Skype прекратил свою работу[25].
  - Колумбийский университет объявил лауреатов 109-й Пулитцеровской премии[26][27].

- 6 мая
  - Конфликт между Индией и Пакистаном: Индия нанесла удар по Пакистану[28].
  - Кризис в Красном море: США и йеменские хуситы достигли соглашения о прекращении огня при посредничестве Омана[29][30][31].
  - Бундестаг со второго раза избрал Фридриха Мерца новым федеральным канцлером Германии[32][33].
  - Спорт
    - Миланский «Интер» стал первым финалистом Лиги чемпионов УЕФА. Оба полуфинальных матча против «Барселоны» завершились со счётом 3:3 в основное время, «Интер» победил в дополнительное время ответного матча[34].

- 7 мая
  - Конфликт между Индией и Пакистаном: Пакистан нанёс ответный удар по Индии[35].
  - Конклав 2025 года: В Ватикане начался конклав кардиналов, который выберет нового папу римского[36].
  - Американо-канадские отношения: Президент США Дональд Трамп провёл встречу с премьер-министром Канады Марком Карни[37].
  - Российско-китайские отношения: Председатель КНР Си Цзиньпин прибыл в Москву с официальным визитом[38].
  - Спорт
    - «Пари Сен-Жермен» обыграл лондонский «Арсенал» в полуфинале Лиги чемпионов УЕФА (1:0 в гостях и 2:1 дома) и вышел в финал турнира, в котором 31 мая в Мюнхене встретится с миланским «Интером»[39].

- 8 мая
  - Конклав кардиналов избрал нового папу римского, им стал кардинал-префект Дикастерии по делам епископов Роберт Фрэнсис Прево, взявший имя Лев XIV[40].
  - Спорт
    - Английские клубы «Тоттенхэм Хотспур» и «Манчестер Юнайтед» вышли в финал Лиги Европы УЕФА, который будет сыгран 21 мая в испанском Бильбао[41].
    - Испанский «Реал Бетис» и английский «Челси» вышли в финал Лиги конференций УЕФА, который пройдёт 28 мая в польском Вроцлаве[42].

- 9 мая
  - Спорт
    - В Швеции и Дании начался 88-й чемпионат мира по хоккею с шайбой. В турнире принимают участие 16 сборных. Финал будет сыгран 25 мая[43].

- 10 мая
  - Конфликт между Индией и Пакистаном: Пакистан начал крупномасштабную военную операцию против Индии[44].
    - Индия и Пакистан договорились о полном прекращении огня при посредничестве США[45][46].
      - Индия обвинила Пакистан в нарушении перемирия и призвала предпринять шаги для устранения нарушений[47][48].

  - Советская автоматическая станция «Космос-482», запущенная 53 года назад для исследования Венеры, вошла в атмосферу Земли и упала в Индийский океан[49].
  - Спорт
    - Норвежский форвард клуба «Атлетико Мадрид» Александер Сёрлот в матче против «Реала Сосьедада» сделал самый быстрый и самый ранний хет-трик в истории чемпионатов Испании по футболу. Третий мяч был забит на 11-й минуте, а между первым и третьим голами прошло менее 4 минут. Всего Сёрлот забил в матче 4 мяча, этого второй его покер в чемпионате Испании[50][51].

- 11 мая
  - Американо-иранские отношения: В Омане прошёл четвёртый раунд переговоров между США и Ираном по вопросу об иранской ядерной программе[52].
  - В Албании прошли парламентские выборы[англ.], победила Социалистическая партия Албании, набрав более половины голосов[53][54].
  - В Афганистане запретили шахматы[55].
  - В Шри-Ланке в результате падения со скалы пассажирского автобуса с буддийскими паломниками погиб 21 человек и 35 получили ранения[56].

- 12 мая
  - Американо-китайские отношения/Торговая война между США и Китаем: США и Китай договорились о взаимном снижении пошлин на 90 дней (начиная с 14 мая 2025 года): Вашингтон снизит пошлины с 145 до 30 %, а Пекин на американские — с 125 до 10 %[57][58][59].
  - Индийско-пакистанские отношения/Конфликт между Индией и Пакистаном: Пакистан открыл воздушное пространство после прекращения огня с Индией[60]. Индия открыла аэропорты на границе с Пакистаном[61][62] и возобновила пропуск воды в Пакистан[63].
  - Рабочая партия Курдистана объявила о самороспуске[64].
  - На Филиппинах прошли парламентские выборы[65].
    - Бывший президент Филиппин Родриго Дутерте, находящийся под арестом в Гааге по ордеру МУС, избран мэром города Давао[66][67].

  - Спорт
    - Итальянец Карло Анчелотти станет первым с 1944 года европейским тренером, возглавившим сборную Бразилии по футболу[68].

- 13 мая
  - Американо-саудовские отношения: Президент США Дональд Трамп прибыл в Саудовскую Аравию с официальным визитом, провёл встречу с наследным принцем королевства Мухаммедом бин Салманом, выступил с речью на инвестиционном форуме и заключил соглашения на общую сумму в 600 млрд долларов, в том числе сделку о продаже оружия на 142 млрд долларов[69][70][71].
  - Война в Газе: Израиль нанёс удар по командному центру ХАМАС под больницей в Хан-Юнисе, на юге сектора Газа, основной целью которого был глава ХАМАС Мохаммед Синвар[72][73].
  - Сьюзан Лей[англ.] избрана новым главой Либеральной партии Австралии[74].
  - Искусство
    - Начался 78-й Каннский кинофестиваль, который будет проходить до 24 мая[75].
- 14 мая
  - Американо-катарские отношения: Президент США Дональд Трамп прибыл в Катар с официальным визитом, провёл встречу с эмиром Тамим ибн Хамад Аль Тани, заключил с Катаром соглашение об экономическом сотрудничестве на $1,2 трлн, в том числе заказ на поставку 160 самолётов Boeing для Qatar Airways за 200 млрд долларов[76][77][78][79].
  - Американо-сирийские отношения: Президент США Дональд Трамп провёл встречу с временным президентом Сирии Ахмедом Аш-Шараа, накануне было объявлено, что США отменят санкции против Сирии, которые длились с 2004 года[80][81][82].
  - Китайско-колумбийские отношения: Председатель КНР Си Цзиньпин провёл встречу с президентом Колумбии Густаво Петро, Колумбия присоединилась к инициативе «Один пояс — один путь»[83][84].
  - Сепаратизм в Пакистане: Белуджистанские националисты и лидеры основных фракций белуджей провозгласили «Республику Белуджистан» независимой от Пакистана, призвав Индию и ООН к признанию[85][86].
  - Сопредседатель движения «Голос» Григорий Мельконьянц приговорён к 5 годам колонии[87][88].
  - ИИ AlphaEvolve от компании Google DeepMind, работающий по принципам эволюционного алгоритма, открыл более эффективный способ умножения матриц размера 4x4, улучшил нижнюю границу контактного числа в 11-мерном пространстве, а также добился прогресса в ряде других нерешённых математических задач[89][90][91].

- 15 мая
  - Американо-эмиратские отношения: Президент США Дональд Трамп прибыл в ОАЭ с официальным визитом, провёл встречу с президентом страны Мухаммадом ибн Заидом Аль Нахайяном, заключил соглашение об инвестициях в американскую экономику 1,4 трлн долларов в течение ближайших десяти лет, впервые на посту президента посетил мечеть, а также был награждён высшей государственной наградой ОАЭ[92][93][94][95].
  - Внешняя политика КНР: Китай вводит безвизовый режим для пяти стран Латинской Америки, начиная с 1 июня 2025 года граждане Бразилии, Аргентины, Чили, Перу и Уругвая смогут въезжать в страну без визы на срок до 30 дней[96][97].
  - В библиотеке Гарварда обнаружили оригинал Великой хартии вольностей 1215 года[98].
  - В Московском метрополитене на станции «Таганская» восстановили барельеф со Сталиным[99][100].
  - Ларисса Уотерс[англ.] избрана новым главой Австралийской партии зелёных[101].

- 16 мая
  - В Стамбуле (Турция) впервые с 2022 года прошли прямые переговоры между делегациями России и Украины[102][103]; стороны договорились о проведении масштабного обмена военнопленными по формуле 1000 на 1000[104][105].
  - Президент США Дональд Трамп завершил турне по Ближнему Востоку[106][107].
  - Хади Матар, совершивший нападение с ножом на британского писателя Салмана Рушди во время его лекции в штате Нью-Йорк в 2022 году, приговорён к 25 годам лишения свободны[108][109].
  - Из тюрьмы в Новом Орлеане произошёл массовый побег 11 заключенных, двоих поймали, остальных ищут[110][111][112]; ещё троих поймали 19 мая, шестерых продолжают искать[113].
  - Сирийско-эмиратские отношения: Сирия заключила соглашение с портовым оператором DP World из ОАЭ об управлении портом города Тартус и инвестициях на сумму 800 млн долларов на его развитие и эксплуатацию[114][115].
  - Инженеры NASA восстановили работу двигателей ориентации зонда «Вояджер-1», которые были признаны неисправными в 2002 году[116].
  - Как минимум 31 человек погиб в США в результате торнадо[117][118].
  - У бывшего президента США Джо Байдена диагностирован рак простаты с метастазами в кости[119].

- 17 мая
  - На конкурсе «Евровидение» с песней «Wasted Love» одержал победу австрийский исполнитель JJ[120].
  - Учебное парусное судно мексиканских ВМС «Куаутемок» столкнулось с Бруклинским мостом в Нью-Йорке, есть как минимум двое погибших и более двух десятков пострадавших[121].
  - В Финляндии пять человек погибли при столкновении в воздухе двух вертолётов[122].
  - Война в Газе: Израиль начал операцию «Колесницы Гедеона»[англ.] в секторе Газа[123][124].
  - Спорт
    - «Кристал Пэлас» впервые в своей истории выиграл Кубок Англии по футболу, победив в финале «Манчестер Сити» (1:0)[125].
    - Завершился чемпионат Франции по футболу 2024/2025, чемпионом стал клуб «ПСЖ»[126].

- 18 мая
  - На площади Святого Петра в Ватикане состоялась церемония интронизации папы римского Льва XIV[127][128].
  - В Румынии прошёл второй тур повторных президентских выборов[129], победил Никушор Дан[130].
  - В Польше прошёл первый тур президентских выборов, второй тур состоится 1 июня 2025 года[131]; во второй тур вышли Рафал Тшасковский и Кароль Навроцкий[132].
  - Война в Газе: В тоннеле в Хан-Юнисе на юге сектора Газа обнаружили тело главы военного крыла ХАМАС Мухаммеда Синвара, убитого израильским ударом 13 мая 2025 года[133][134].

- 19 мая
  - Состоялись двухчасовые телефонные переговоры Дональда Трампа и Владимира Путина по теме прекращения боевых действий на Украине[135][136][137][138].
  - Первая леди США Мелания Трамп приняла участие в подписании закона «Take It Down Act», который сделал публикацию интимных дипфейков без согласия жертвы федеральным преступлением[139].
  - Великобритания и Европейский союз впервые после брексита договорились начать сближение, заключив соглашение о путешествиях, экспорте продовольствия, доступе к рыболовству и безопасности границ до 2038 года[140].

- 20 мая
  - Президент США Дональд Трамп назначил генерала космических сил Майкла Гетлейна ведущим руководителем программы национальной системы ПРО «Золотой купол», проектная стоимость создания которой оценивается в 175 миллиардов долларов[141][142][143].
  - Международная Букеровская премия за 2025 год вручена индийской писательнице Бану Муштак за сборник рассказов «Сердечная лампа»[144].
  - Европейский союз принял 17-й пакет антироссийских санкций[145].
  - Европейский союз сообщил о подготовке снятия антисирийских санкций вслед за США[146][147].
  - Спорт
    - Магнус Карлсен завершил вничью партию в шахматы Фишера против 143 тысяч соперников со всего мира на Chess.com, игра продлилась 46 дней и стала самой массовой онлайн-партией в истории шахмат[148][149].

- 21 мая
  - Американо-южноафриканские отношения: Президент США Дональд Трамп провёл встречу с президентом ЮАР Сирилом Рамафосой на фоне ухудшения отношений между странами из-за расхождений во взглядах на проблему насилия против белых фермеров[150][151][152], из-за которых ранее США отказались от участия в предстоящем саммите G20[153][154] и приняли первую партию беженцев[155][156].
  - Двое сотрудников посольства Израиля убиты у здания еврейского музея в Вашингтоне[157][158].
  - В пригороде Мадрида убит украинский политик Андрей Портнов[159][160].
  - Израильские военные по ошибке открыли предупредительный огонь по дипломатам из Европы, Китая и России, посещавшим город Дженин на Западном берегу реки Иордан, в результате инцидента никто не пострадал[161].
  - В результате нападения с ножом в школе в Фукуяме (Япония) пострадали три ученицы[162].
  - В результате нападения с ножом в школе в Пирккала (Финляндия) пострадали три ученицы[163].
  - Спорт
    - Хоккейный клуб «Локомотив» из Ярославля, обыграв в финальной серии плей-офф КХЛ челябинский «Трактор», впервые в своей истории стал обладателем Кубка Гагарина. Самым ценным игроком плей-офф признан 38-летний форвард «Локомотива» Александр Радулов[164].
    - Лондонский «Тоттенхэм Хотспур», обыгравший в финале «Манчестер Юнайтед», стал победителем футбольной Лиги Европы 2024/25[165]. Этот титул стал первым для «шпор» на международной арене с 1984 года и обеспечил команде участие в следующем розыгрыше Лиги чемпионов[166].

- 22 мая
  - Палата представителей США приняла масштабный законопроект Дональда Трампа о налогах и расходах, в том числе включающий в себя полную отмену налогов на чаевые и сверхурочную работу и ряд других предвыборных обещаний[167][168].
  - Премьер-министр Великобритании Кир Стармер подписал соглашение, согласно которому суверенитет над архипелагом Чагос в полном объеме переходит Маврикию[169].
  - Президент Филиппин Бонгбонг Маркос приказал[англ.] всем министрам своего кабинета уйти в отставку[170][171][172].
  - 6 человек погибли при крушении[англ.] бизнес-джета Cessna II в Сан-Диего (США)[173].
  - Спорт
    - В 1/4 финала чемпионата мира по хоккею с шайбой сборная Дании в Хернинге сенсационно обыграла основного фаворита турнира команду Канады в основное время со счётом 2:1, уступая 0:1 за 2,5 минуты до конца третьего периода[174].

- 23 мая
  - Россия и Украина начали проведение масштабного обмена военнопленными по формуле 1000 на 1000, договорённость о которых была достигнута на переговорах в Стамбуле[175][176].
  - На золотом руднике в Южной Африке 260 рабочих оказались в ловушке после обвала, ведутся спасательные работы[177].
  - Президент США Дональд Трамп подписал серию указов, направленных на ускоренное развитие атомной энергетики[178][179][180].
  - В результате нападения с ножом[англ.] на центральном железнодорожном вокзале Гамбурга (Германия) как минимум 17 человек получили ранения[181][182].
  - Спорт
    - «Наполи» 4-й раз в своей истории стал чемпионом Италии по футболу, обыграв в последнем туре «Кальяри» (2:0). Второе место в чемпионате занял «Интер», а третье — «Аталанта»[183]. Лучшим игроком сезона признан шотландский полузащитник «Наполи» Скотт Мактоминей[184].

- 24 мая
  - «Золотую пальмовую ветвь» Каннского кинофестиваля получил фильм иранского режиссёра Джафара Панахи «Простая случайность»[185].
  - В первый раз присуждена литературная Премия «Дар». Победитель Мария Галина отказалась от места в открытом письме[186].
  - Премьер-министр Японии Сигэру Исиба посетил митинг родственников японцев, похищенных агентами КНДР, и пообещал приложить все усилия для их возвращения[187][188].
  - Президент США Дональд Трамп посетил военную академию Вест-Пойнт, где выступил с речью, в ходе которой объявил о прекращении практики распространения демократии силой[189][190].
  - Три человека погибли при крушении полицейского вертолёта Bell 212 в Таиланде[191].
  - Маоистское восстание в Индии: Двое высокопоставленных наксалитов убиты в столкновении в Латехаре[192].
  - Спорт
    - «Краснодар» впервые в истории стал чемпионом России по футболу, опередив в итоговой турнирной таблице на одно очко «Зенит»[193].
    - 38-летний сербский теннисист Новак Джокович победил на турнире серии ATP 250 в Женеве и завоевал 100-й в карьере титул на уровне ATP. Ранее в «Открытую эру» это удавалось только Джимми Коннорсу (109, победы до появления ATP-тура в 1990 году) и Роджеру Федереру (103)[194].

- 25 мая
  - Спорт
    - Стартовал 124-й Открытый чемпионат Франции по теннису («Ролан Гаррос»), второй в сезоне турнир серии Большого шлема[195].
    - Сборная США выиграла чемпионат мира по хоккею с шайбой, победив в финале[англ.] команду Швейцарии со счётом 1:0. Это первый выигранный чемпионат мира для США с 1933 года, а в 1960-м её признали чемпионом мира за выигранную Олимпиаду[196].

- 26 мая
  - В результате наезда на толпу[англ.] в Ливерпуле (Великобритания) 109 человек получили ранения[197][198].
  - Президент США Дональд Трамп провёл телефонные переговоры с главой Европейской комиссии Урсулой фон дер Ляйен и согласился предоставить дополнительное время для заключения торговой сделки, отложив дату повышения таможенных пошлин на товары из Европейского союза до 50 % до 9 июля 2025 года[199][200][201].

- 27 мая
  - Карл III совершил королевский визит[англ.] в Канаду, в ходе которого произнёс тронную речь в парламенте Канады, став первым правящим монархом, сделавшим это, с 1977 года[202][203].
  - Министр здравоохранения и социальных служб США Роберт Кеннеди-младший исключил вакцину от COVID-19 из списка рекомендуемых вакцин для здоровых детей и беременных женщин[204].
  - HBO утвердил актёров на главные роли в сериале «Гарри Поттер»[205].
  - Состоялся девятый испытательный полёт космического корабля SpaceX Starship[206].
- 28 мая
  - Журналисты Der Spiegel совместно с датским исследовательским центром Danwatch[дат.] получили доступ к сотням российских секретных документов и опубликовали расследование о том, как проходит масштабная модернизация российского ядерного потенциала, в том числе на базе «Ясный»[207].
  - Камбоджийско-таиландские отношения: Произошла перестрелка камбоджийских и таиландских военных на границе, один военнослужащий погиб[208].
  - Спорт
    - Совет директоров Японской ассоциации сумо присвоил Оносато Дайки высшее иерархическое звание в спорте — ранг ёкодзуны. Оносато стал рекордсменом по скорости достижения ранга, достигнув его за 13 турниров (2 года). Он стал первым ёкодзуной-японцем с 2017 года[209][210].
    - Лондонский «Челси» стал победителем Лиги конференций УЕФА, обыграв в финальном матче испанский «Бетис»[211].

- 29 мая
  - Более 200 человек погибли при наводнении[англ.] в Нигерии[212].
  - Четыре человека погибли при крушении[англ.] берегового патрульного самолёта Lockheed P-3 Orion в Южной Корее[213].
- 30 мая
  - Илон Маск покинул пост главы Департамента эффективности правительства[214][215].
  - Тейлор Свифт выкупила права на свои альбомы[216][217].

- 31 мая
  - В результате подрыва моста в Брянской области 7 человек погибли и более 100 получили ранения[218][219][220].
  - Страны ОПЕК+ согласовали увеличение добычи нефти в июле 2025 года на 411 000 баррелей в сутки[221].
  - Спорт
    - Французский «Пари Сен-Жермен» впервые в своей истории стал победителем Лиги чемпионов УЕФА, обыграв в финале миланский «Интернационале» со счётом 5:0. Эта победа в решающем матче стала крупнейшей в истории турнира[222].